# Mann Izawa
Mann Izawa (満井沢?; 6 agosto 1945) è un fumettista giapponese, famoso soprattutto per essere l'autore del noto manga Georgie.
Negli ultimi anni Izawa è conosciuto soprattutto per i problemi legali, con Yumiko Igarashi, per i diritti, dalla pubblicazione ai prodotti correlati, della serie Georgie.